# 倉敷ステーション開発
倉敷ステーション開発株式会社（くらしきステーションかいはつ）は、JR西日本グループの会社としてかつて岡山県倉敷市に本社を置き存在していた日本の企業。
西日本旅客鉄道（JR西日本）の子会社（連結子会社）。

## 概要
ホテル倉敷とショッピングセンターのルブランを運営する会社として設立された。
しかし、昨今の景気低迷、倉敷チボリ公園閉園、テナントの撤退などが重なり、2009年（平成21年）度には債務超過に陥った。そのため、2010年4月6日、同社は解散すると発表された。
ホテル倉敷は2010年11月30日をもって営業終了し、ルブランも2010年12月31日をもって全館営業終了した。
現在は、同じくJR西日本グループの山陽SC開発株式会社がさんすて倉敷を運営している。

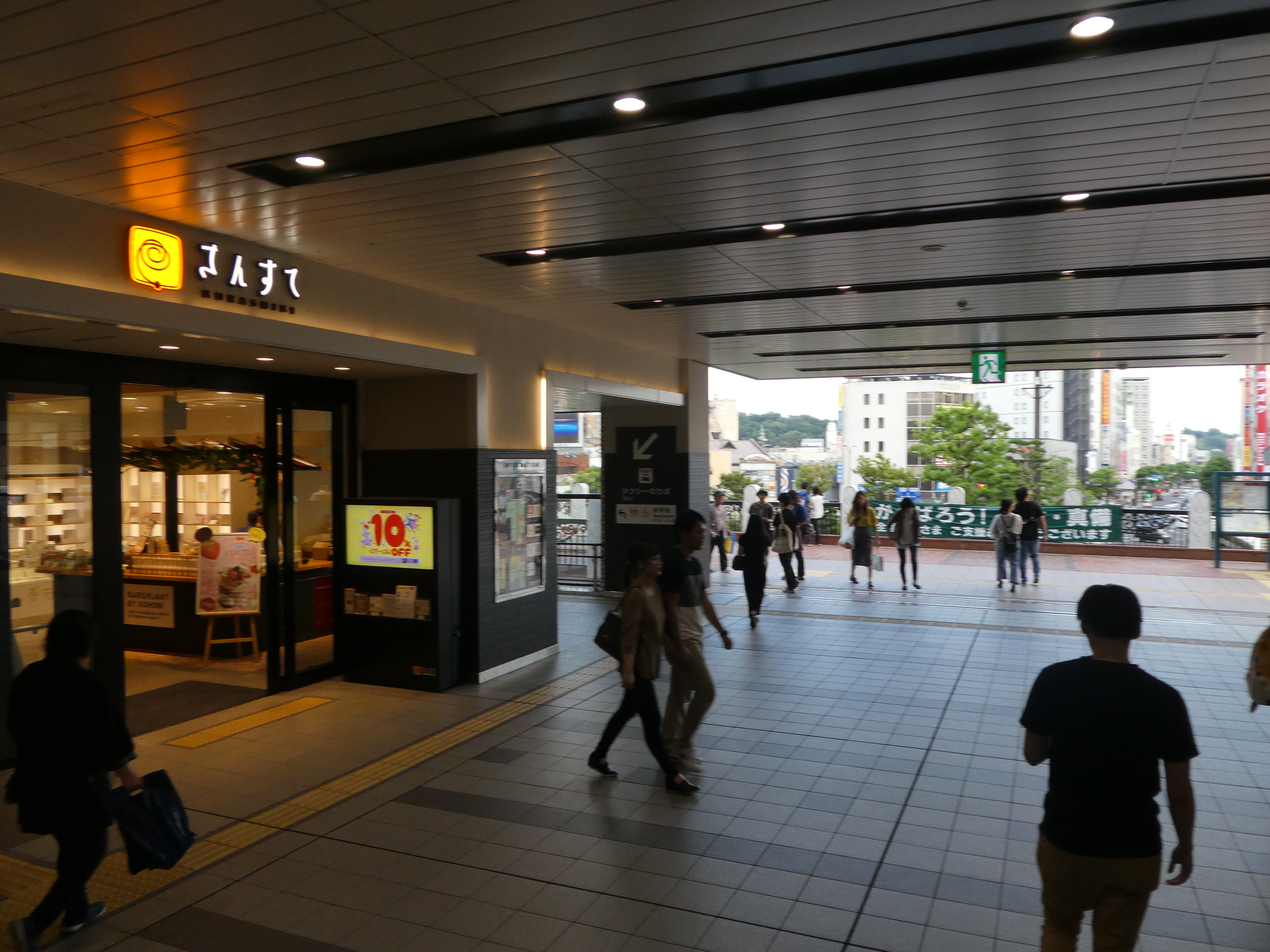
さんすて倉敷の入口
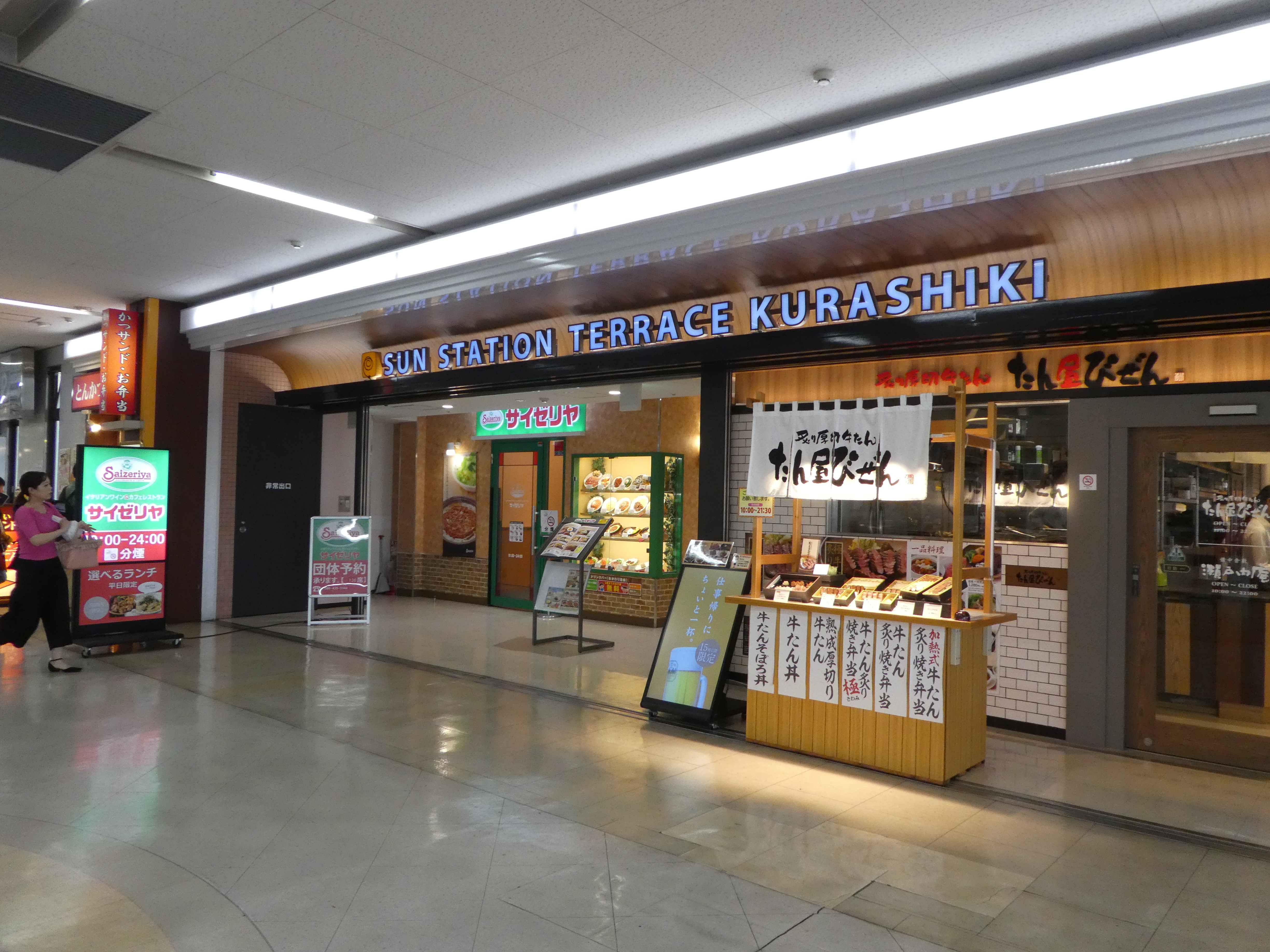
さんすて倉敷の北口側
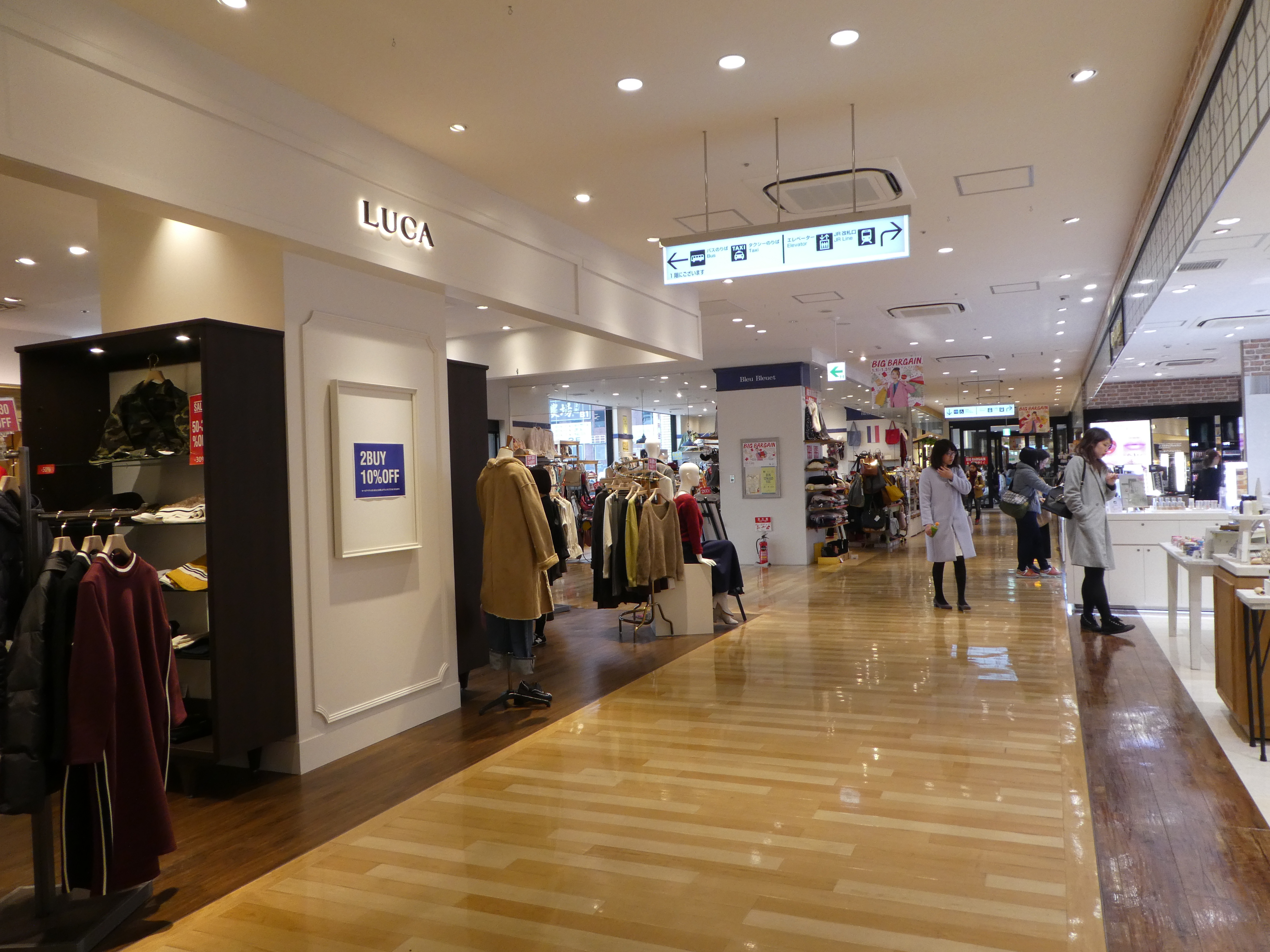
さんすて倉敷の店内